# Instytut Filologii Germańskiej Uniwersytetu Wrocławskiego
Instytut Filologii Germańskiej Uniwersytetu Wrocławskiego – jednostka dydaktyczno-naukowa należąca do struktur Wydziału Filologicznego Uniwersytetu Wrocławskiego.

## Kierunki kształcenia
Instytut kształci studentów na kierunku filologia ze specjalnością filologia germańska.
Instytut prowadzi również studia podyplomowe i kształci tłumaczy języka niemieckiego oraz menadżerów kultury.

## Struktura organizacyjna
Instytut Filologii Germańskiej UWr dzieli się na 10 zakładów i 9 pracowni naukowych (obok nazwiska kierowników):
zakłady
- Zakład Dydaktyki Literatury; prof. dr hab. Edward Białek
- Zakład Języka Niemieckiego; prof dr hab. Rafał Szubert
- Zakład Językoznawstwa Ogólnego i Porównawczego; dr hab. prof UWr Edyta Błachut
- Zakład Kultury Krajów Niemieckojęzycznych i Śląska; prof. dr hab. Marek Hałub
- Zakład Lingwistyki Stosowanej; prof. dr hab Joanna Szczęk
- Zakład Literatury Austriackiej; prof. dr hab. Lucjan Puchalski
- Zakład Literatury Niemiec po 1945 r.; prof. dr hab. Tomasz Małyszek
- Zakład Literatury Niemiec, Austrii i Szwajcarii XIX i XX wieku; prof. dr hab. Mirosława Czarnecka
- Zakład Literatury Niemieckiej do 1848 r.; prof. dr hab. Wojciech Kunicki
- Zakład Translatoryki i Glottodydaktyki; prof. dr hab. Anna Małgorzewicz

pracownie
- Pracownia Badań nad Społeczną Historią Literatury; dr hab. Urszula Bonter; prof. UWr
- Pracownia Badań nad Literaturą i Kulturą Okresu Baroku; dr Tomasz Jabłecki
- Pracownia Badań nad Literaturą i Mediami; dr hab. Jacek Rzeszotnik; prof. UWr
- Pracownia Lingwistyki Mediów; dr hab. prof. UWr Roman Opiłowski
- Pracownia Niemieckojęzycznej Literatury Szwajcarii; dr hab. Dariusz Komorowski
- Pracownia Skandynawistyki; dr hab. prof. UWr Józef Jarosz
- Pracownia Przekładu Tekstów Literackich; dr Krzysztof Huszcza
- Pracownia Estetyki Literatury; prof. dr hab. Tomasz Małyszek
- Pracownia Fonetyki; dr hab. prof. UWr Artur Tworek

W skład Instytutu wchodzi również biblioteka.

## Władze (2024)
Źródło:
- Dyrektor: prof. dr hab. Tomasz Małyszek
- zastępcy dyrektora ds. ogólnych: prof. dr hab. Urszula Bonter
- zastępca dyrektora ds. dydaktycznych: dr Łukasz Bieniasz